# Nová Hradečná
Nová Hradečná é uma comuna checa localizada na região de Olomouc, distrito de Olomouc.